# Подольское шоссе
Подо́льское шоссе́ (в 1922—36 годах — Черныше́вская пло́щадь и Па́вловский прое́зд, до 1922 года — Алекса́ндровский Плац и Алекса́ндровский прое́зд) — шоссе, расположенное в Южном административном округе города Москвы на территории Даниловского района.

## История
Шоссе получило современное название как участок трассы (вливающейся в Варшавское шоссе), ведущей на юг через старинный город Подольск на Пахре. Изначально включала в себя Алекса́ндровский Плац (площадь на перекрёстке Подольского шоссе, Павловской улицы и 2-го Павловского переулка; в 1922—36 годах — Черныше́вская пло́щадь) и Алекса́ндровский прое́зд (в 1922—36 годах — Па́вловский прое́зд), названные по Александровским казармам на Павловской улице (выстроены в 1877—78 годах).

## Расположение
Подольское шоссе ответвляется от Павловской улицы (в этом же месте от неё на восток отходит 2-й Павловский переулок), проходит на юго-запад параллельно Большой Серпуховской улице, с востока к шоссе примыкает 1-й Подольский переулок, шоссе проходит до площади Серпуховская Застава, за которой продолжается как Большая Тульская улица. К площади также примыкают Мытная и Люсиновская улицы (на севере), улица Серпуховский Вал (на западе), улица Даниловский Вал (на востоке) и Малая Тульская улица (на юге). На шоссе организовано одностороннее движение от площади Серпуховская Застава. Нумерация домов начинается от Павловской улицы.

## Примечательные здания и сооружения
По нечётной стороне:
По чётной стороне:
- № 8/4 — Александровские казармы

## Транспорт

### Автобус
По шоссе от площади Серпуховской Заставы до Павловской улицы проходят автобусы м9, м86, с932; н8.

### Метро
- Станция метро «Тульская» Серпуховско-Тимирязевской линии — у южного конца улицы, между Большой Тульской улицей, улицей Даниловский Вал, Холодильным и 1-м Тульским переулками

### Железнодорожный транспорт
- Платформа Тульская Павелецкого направления МЖД — южнее переулка, вблизи пересечения Большой Тульской улицы и Варшавского шоссе